# Johann Christian Hasche
Johann Christian Hasche (* 1. Januar 1744 in Nieska bei Mühlberg; † 25. Juli 1827 in Dresden) war ein evangelisch-lutherischer Theologe, Historiker sowie Autor.

## Leben
Hasche besuchte die Dresdner Kreuzschule und studierte von 1768 bis 1773 Evangelische Theologie in Leipzig, hörte in dieser Zeit aber auch andere Vorlesungen, beispielsweise von Christian Fürchtegott Gellert. Nach Tätigkeiten als Hauslehrer wurde er Anfang Januar 1789 Prediger und Seelsorger für die Gefangenen im Festungsbau der Stadt Dresden. Diese Stelle hatte er bis zu seiner Pensionierung 1822 inne.
Hasche machte sich vor allem durch seine historischen Arbeiten zur Geschichte Dresdens einen Namen.

## Werke (Auswahl)
- Ueber Jephtha und sein Gelübde: Auf den Einzug Seiner hochwürdigen Magnificenz Herrn D. Johann Friderich Rehkopfs, Oberconsistorialen und Superintendentens, Dresden 1778, Digitalisat (PDF, 5 MB) der SLUB Dresden
- Umständliche Beschreibung Dresdens mit allen seinen äußern und innern Merkwürdigkeiten historisch und architektonisch
  - Band 1, Leipzig 1781, Digitalisat in der Google-Buchsuche
  - Band 2, Leipzig 1783, Digitalisat
- Magazin der Sächsischen Geschichte, 1784–1791, 8 Bände, Online-Ausgabe der Universität Bielefeld
  - 2. Teil, 1785, Digitalisat in der Google-Buchsuche
  - 4. Teil, 1787, Digitalisat
  - 6. Teil, 1789, Digitalisat
  - 7. Teil, 1790, Digitalisat
- Diplomatische Geschichte Dresdens – von seiner Entstehung bis auf unsere Tage
  - 1. Teil, 1816, Digitalisat
  - 2. Teil, 1817, Digitalisat
  - 3. Teil, 1817, Digitalisat
  - 4. Teil, 1819, Digitalisat
  - 5. Teil, 1820, Digitalisat